# Siderúrgica Auxin de Juzestán
Siderúrgica Auxin de Juzestán (en persa: شرکت فولاد اکسین خوزستان‎) es una compañía iraní de acero que produce diversos tipos de chapas de acero necesarias para fabricar tanques de almacenamiento de productos petrolíferos y otros productos de acero. Oxin Steel fue fundada en 2005 y comenzó la producción masiva en 2009. Actualmente, la capacidad de producción de la compañía equivale a un millón de toneladas de productos de acero al año. La sede y planta de fabricación de la compañía se encuentran en Ahvaz, capital de la provincia de Juzestán. De 2009 a 2021, la producción anual de la compañía fue de aproximadamente 700.000 toneladas, mientras que su capacidad declarada es de un millón y 50 mil toneladas.

## Historia
En respuesta a la necesidad y finalización de la cadena de suministro para industrias que requieren chapas de acero anchas y operaciones de tratamiento térmico como petróleo, gas, petroquímica, industrias navales y fabricación de maquinaria, así como para satisfacer las necesidades de los productos industriales estratégicos de Irán, se estableció la Compañía de Acero Oxin de Juzestán en 2005. La compañía comenzó la producción masiva en 2009. Después de su creación de 2005 a 2008, tuvieron lugar las operaciones de instalación de la planta. En 2009, la planta se puso en marcha y comenzó a operar, y en 2010 comenzó la producción masiva. En 2012, superó el umbral de producción de 600 mil toneladas. También en 2013, puso en marcha hornos de tratamiento térmico y producción de productos especializados, y fue presentada por la Organización Iraní de Normas como la principal empresa siderúrgica del país. Los valores organizacionales, el enfoque en la calidad, el trabajo en equipo, el mérito, la orientación al cliente, la mejora continua y la responsabilidad social se consideran valores organizacionales de esta compañía.

## Productos
El 53% de los productos fabricados por esta compañía se utilizan en líneas de transmisión de petróleo y gas, más del 30% están relacionados con empresas productoras de recipientes a presión y tanques para el almacenamiento de petróleo y gas, y alrededor del 10% se utilizan en materiales de construcción. La capacidad nominal de Oxin Steel Company es de un millón y 50 mil toneladas por año. Se anuncia que la capacidad nominal de producción de chapas en esta compañía es de 1.050 mil toneladas por año, de las cuales unas 210 mil toneladas tienen la posibilidad de operaciones de tratamiento térmico. La materia prima consumida en esta compañía son placas de acero suministradas desde plantas de colada continua. Las dimensiones de estas placas de acero son de 110 a 130 milímetros de espesor, 1.200 a 2.200 milímetros de ancho y 3.000 a 4.500 milímetros de longitud.